# Vulcano di Fango Iulia
Vulcano di Fango Iulia ist ein ellipsenförmiger Tiefseeberg, konkret ein Schlammvulkan mit nordwest-südöstlicher Ausrichtung, vor der Scott-Küste des ostantarktischen Viktorialands. Er liegt 47 km südsüdöstlich der Drygalski-Eiszunge und 86 km westnordwestlich der Franklin-Insel in einer Meerestiefe von 1500 bis 2500 m.
Wissenschaftler einer zwischen 2005 und 2006 durchgeführten Forschungsfahrt der OGS Explora vom OGS Triest entdeckten ihn. Italienische Wissenschaftler benannten ihn nach dem Asteroiden (89) Julia.